# Ryszard Rotkiewicz
Ryszard Rotkiewicz (ur. 17 maja 1938 w  Iwienicu) – polityk PZPR i działacz samorządowy, prezydent Szczecina (1984–1990). 

## Życiorys
Absolwent Wydziału Mechanicznego Politechniki Szczecińskiej. W latach 1966–1990 był członkiem Polskiej Zjednoczonej Partii Robotniczej. W latach 1964–1975 pracował na różnych stanowiskach w Hucie „Szczecin”. Od 1976 dyrektor Fabryki Mechanizmów Samochodowych „Polmo”. W okresie od lutego do grudnia 1981 był sekretarzem Komitetu Wojewódzkiego PZPR w Szczecinie. W okresie 1981–1984 wicewojewoda szczeciński.
Od 1 kwietnia 1984 do 27 maja 1990 był prezydentem Szczecina. Po wyborach samorządowych w dniu 27 maja 1990 był p.o. prezydenta Szczecina do czasu wyboru przez Radę Miasta Szczecina nowego prezydenta, co miało miejsce 18 czerwca 1990. 
W wyborach samorządowych w 2002 kandydował na radnego Sejmiku Województwa Zachodniopomorskiego z listy SLD–UP.